# Eucalyptus gunnii
Eucalyptus gunnii là một loài thực vật có hoa trong Họ Đào kim nương. Loài này được Hook.f. mô tả khoa học đầu tiên năm 1844.

## Hình ảnh

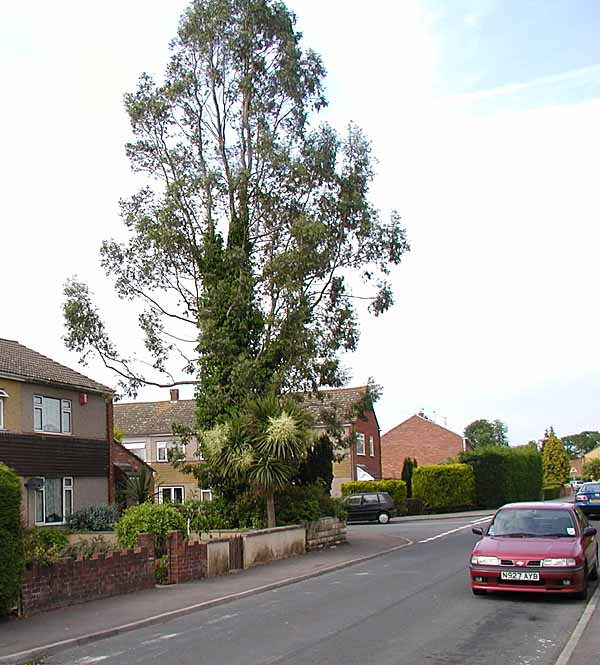
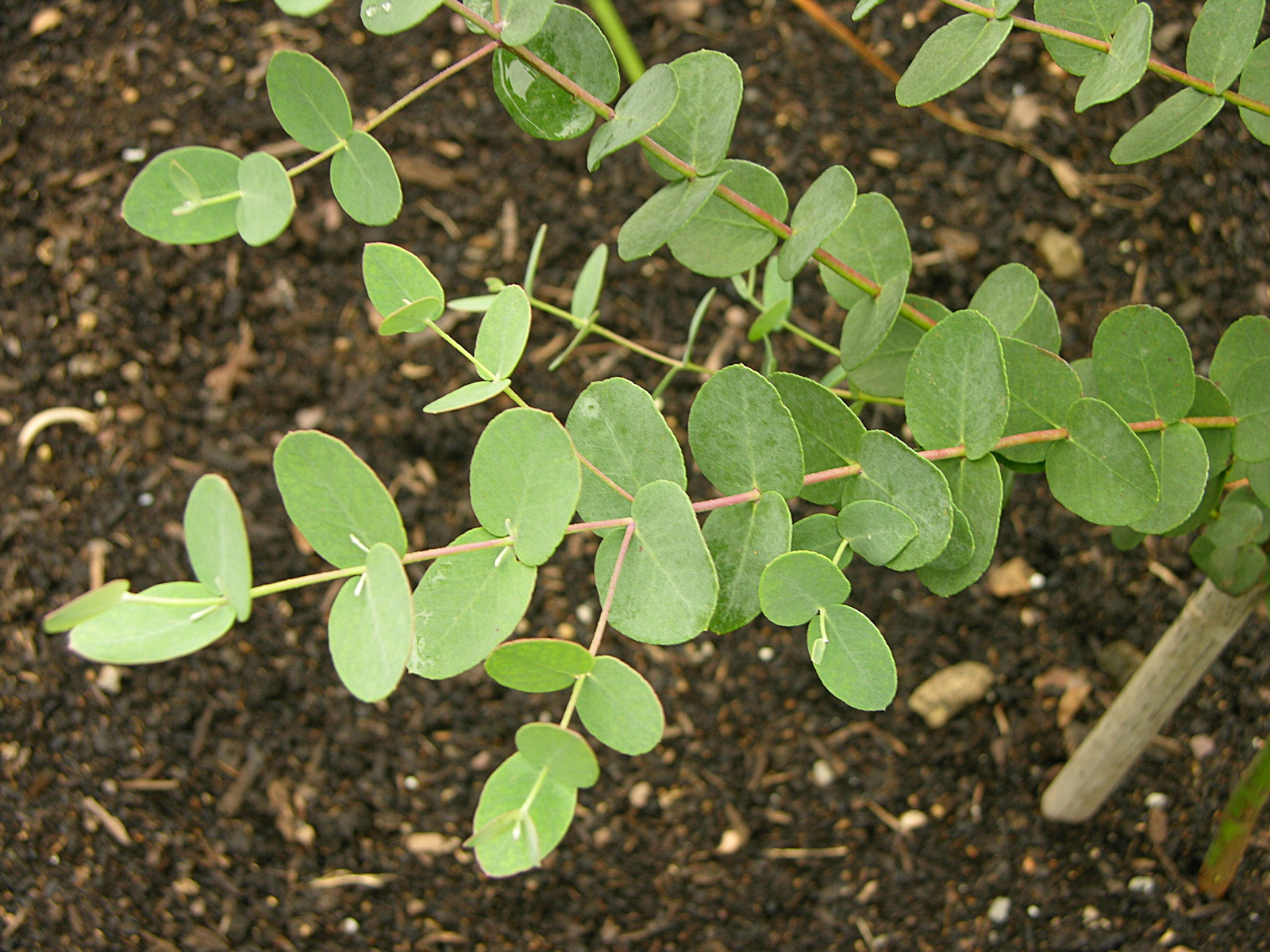
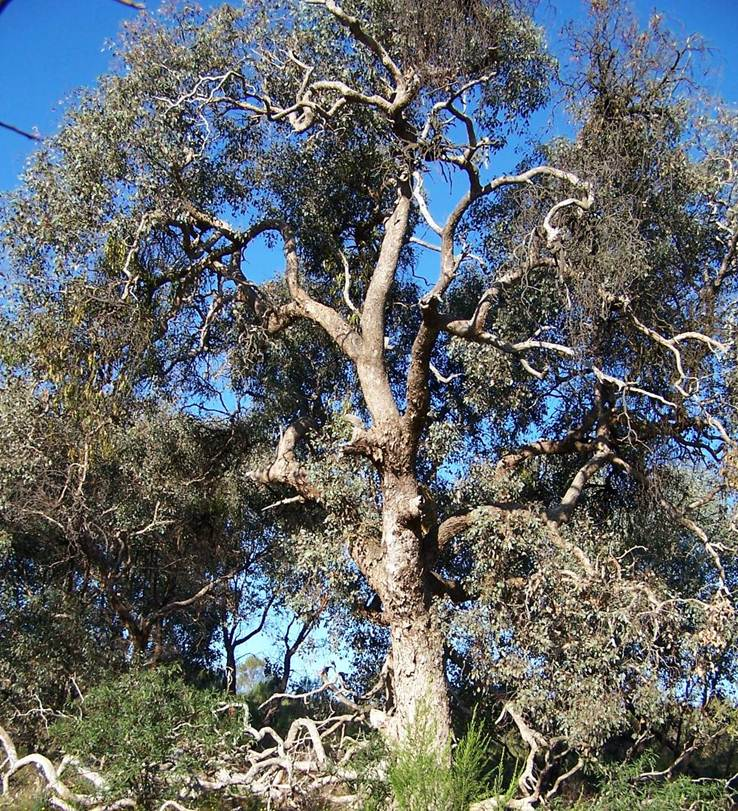
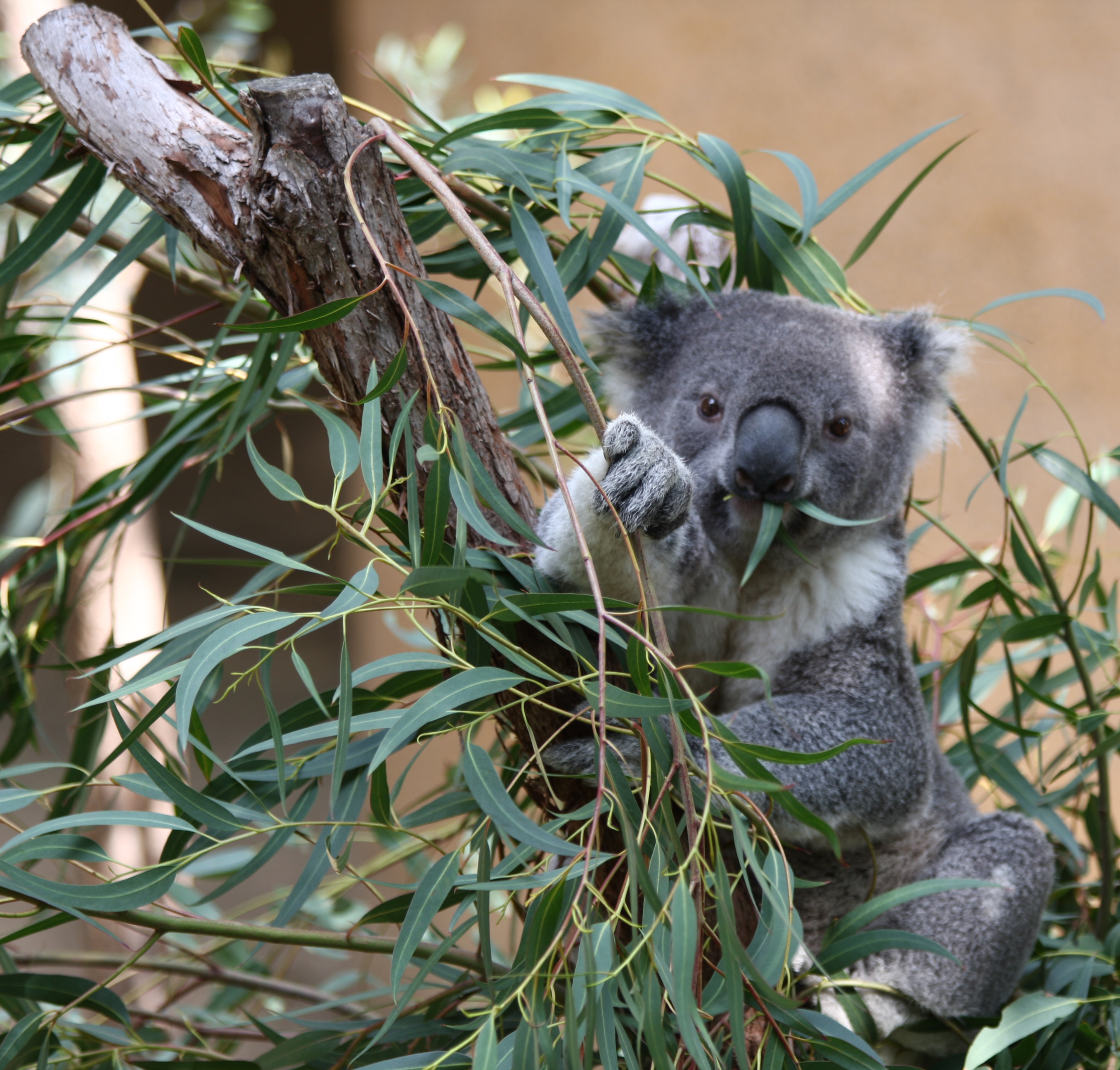